# Gare de Sarlat-la-Canéda
Gare de Sarlat-la-Canéda vasútállomás Franciaországban, Sarlat-la-Canéda településen.

## Vasútvonalak
Az állomást az alábbi vasútvonalak érintik:
- Siorac-en-Périgord-Cazoulès-vasútvonal
- Condat-Le Lardin à Sarlat-vasútvonal

## Kapcsolódó állomások
A vasútállomáshoz az alábbi állomások vannak a legközelebb:
- Gare de Saint-Cyprien
- Gare de Vézac - Beynac

## Forgalom
- személyvonat (TER Aquitaine): Bordeaux - Libourne - Bergerac - Sarlat-la-Canéda (végállomás)

Körülbelül napi öt pár vonat érinti az állomást.
| Előző állomás                                |  | SNCF             |  | Következő állomás |
| -------------------------------------------- |  | ---------------- |  | ----------------- |
| Saint-Cyprientovább Bordeaux-Saint-Jean felé |  | TER Aquitaine 26 |  | végállomás        |